# وريد صدري غائر
الوريد الصدري الغائر(بالإنجليزية: Internal thoracic vein)‏(المعروف سابقا باسم الوريد الثديي الداخلي ) في علم التشريح البشري ، هو الاوعية الوريدية التي تمتد في جدار الصدر والثديين . أي من الأوردة المرافقة للشرايين الصدرية الغائرة ، تندمج في بعضها في الجزء العلوي من الصدر وتفرغ في الوريد العضدي الرأسي على نفس الجانب، وتنزح جدار الصدر الأمامي.

## وصلات إضافية
- Internal thoracic vein - thefreedictionary.com